# French Open 2020 – finał singla kobiet

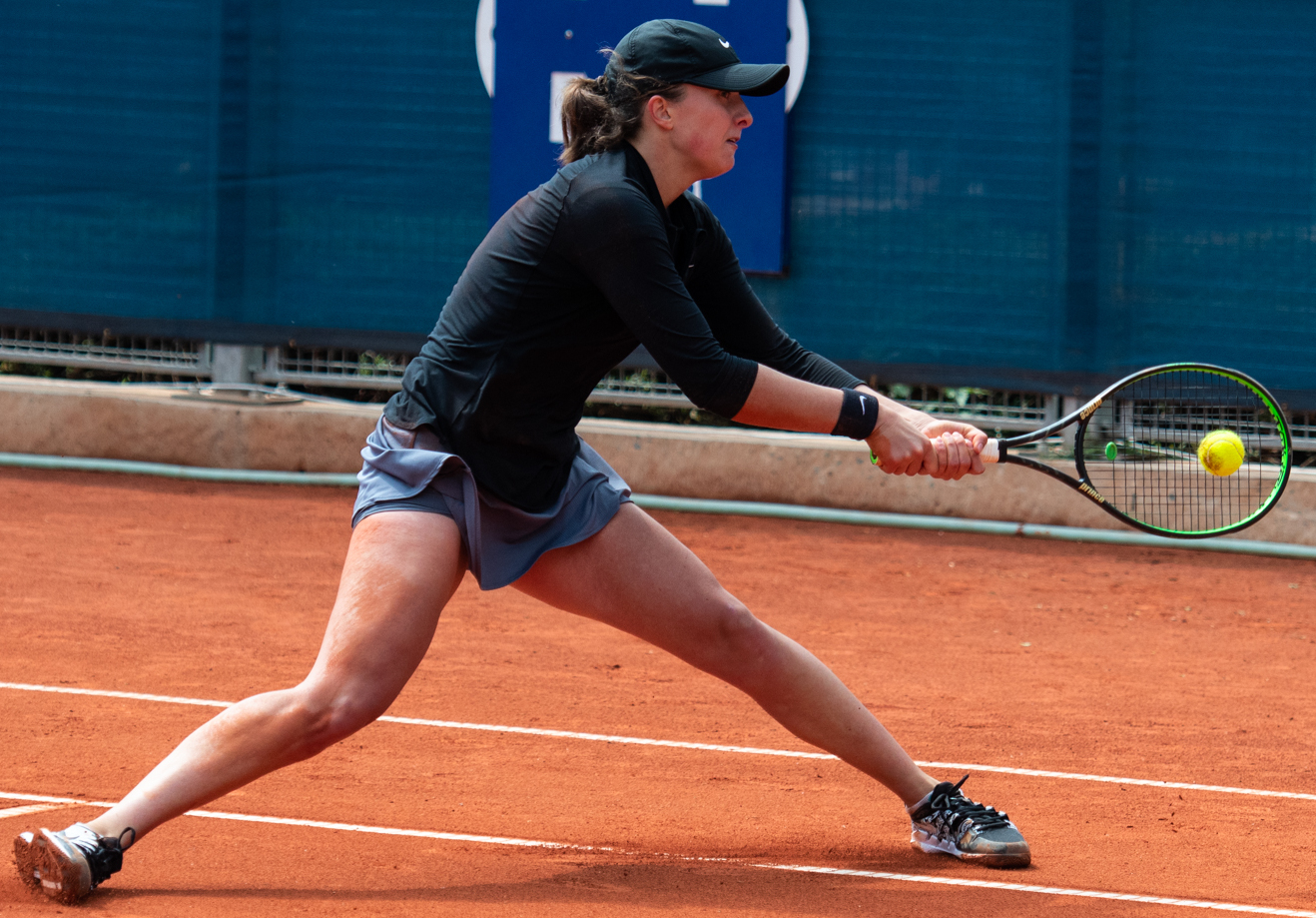
Iga Świątek podczas rozgrywki na korcie ziemnym

Finał gry pojedynczej kobiet w turnieju French Open 2020 był meczem tenisowym rozegranym 10 października 2020 roku, w ramach którego rozstrzygnęły się kobiece rozgrywki singlowe w turnieju wielkoszlemowym French Open 2020. W meczu tym Iga Świątek pokonała Sofię Kenin 6:4, 6:1, tym samym stając się pierwszym polskim zdobywcą singlowego tytułu wielkoszlemowego w tenisie.

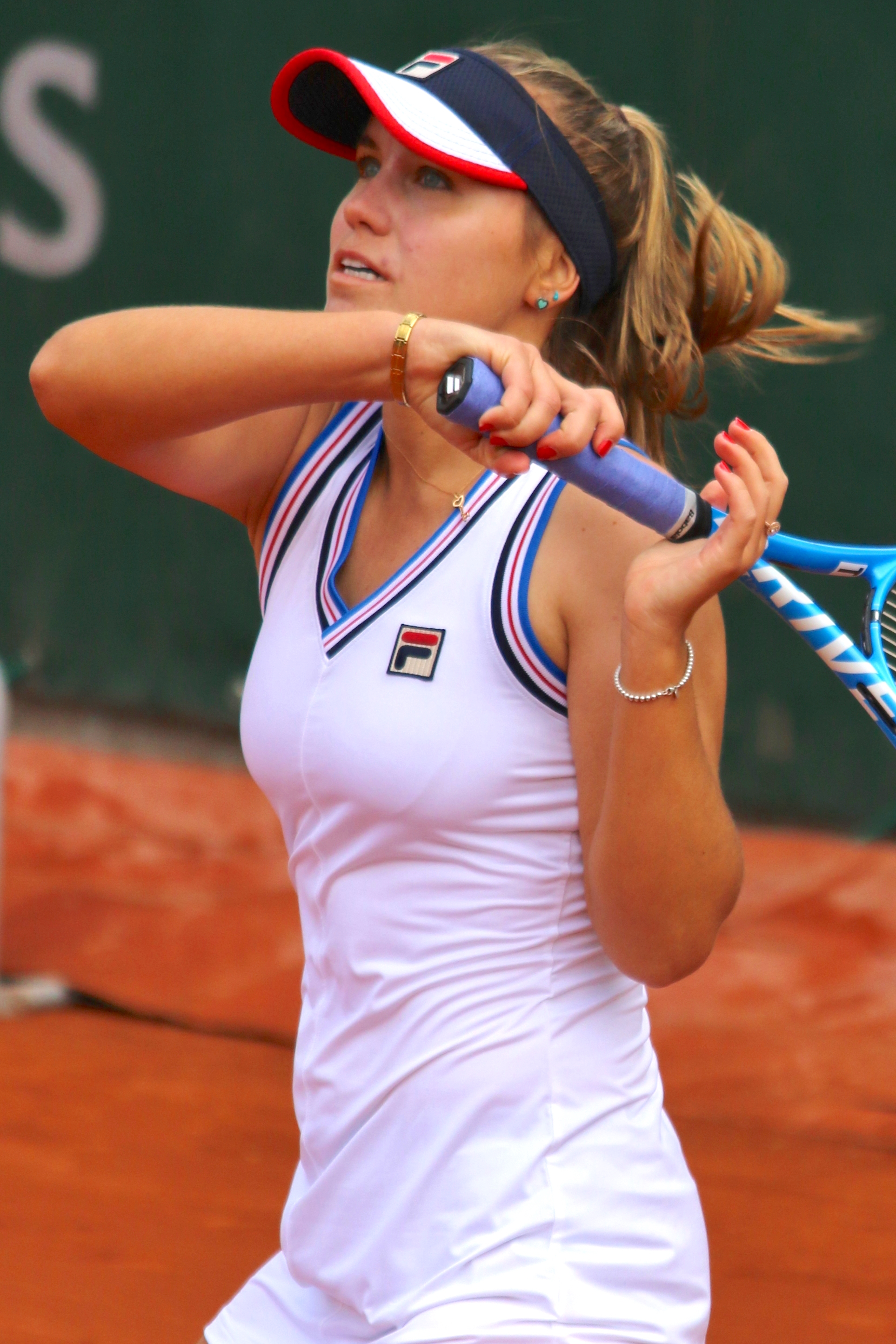
Sofia Kenin podczas rozgrywki na korcie ziemnym

## Przewidywania przed meczem
Eksperci tenisowi analizujący sytuację wskazywali jako czynniki działające na korzyść Igi Świątek jej siłę i precyzję uderzeń, przyzwyczajenie do kortów ziemnych podobnych do wykorzystywanych we French Open i znakomity odsetek zwycięstw na takiej nawierzchni, znacznie wyższe i pewniejsze zwycięstwa we wcześniejszych meczach turnieju, zwycięstwo w jedynym poprzednim spotkaniu tej pary (mecz juniorski z 2016 roku – 6:4, 7:5), większą stabilność emocjonalną, wyjątkowo skuteczny return, mniej czasu spędzonego na korcie w poprzednich dniach (a zatem mniejsze zmęczenie), niespotykanie pewny drugi serwis, brak słabszej strony (porównywalną efektywność forehandu i backhandu) oraz chęć rywalizacji. Po stronie Sofii Kenin zauważano znaczną zdolność dostosowywania się do gry przeciwniczki, wyższy ranking, możliwość narzucania tempa gry szybkimi i płaskimi uderzeniami oraz bezwarunkową żądzę zwycięstwa ułatwiającą kontrolę emocji, przy tym wszyscy komentatorzy zwracali uwagę na dużo większe doświadczenie, zwłaszcza w grze o tak wysoką stawkę, w tym na wcześniejsze zwycięstwo wielkoszlemowe.
Większość ekspertów wskazywała Igę Świątek jako przypuszczalną zwyciężczynię, a bukmacherzy płacili za jej wygraną około 100 jednostek monetarnych od 175 postawionych, co odpowiada szacowanemu prawdopodobieństwu 63,6% (od czego należy odjąć niewielki odsetek odpowiadający zyskowi zatrzymywanemu przez organizatora zakładów).

## Przebieg meczu

### Pierwszy set
Iga Świątek rozpoczęła mecz serwisem wkrótce po godzinie piętnastej. Utrzymała podanie do zera.
Sofia Kenin wygrała pierwszy punkt przy swoim podaniu, a po przegraniu dwóch następnych wyrównała na 30:30. Utrata dwóch kolejnych punktów spowodowała jednak przełamanie. Polska tenisistka wyszła na prowadzenie 2:0 w gemach.
W następnym gemie Iga Świątek dopiero przy stanie 40:0 przegrała pierwszy w meczu punkt przy swoim serwisie, ale następnie utrzymała podanie do piętnastu.
Czwarty gem przebiegał inaczej: po wygraniu pierwszego punktu i przegraniu drugiego Sofia Kenin zaserwowała asa, a po chwili wyszła na 40:15. Wykorzystała potem drugą piłkę na zdobycie gema. Stan meczu wyniósł w rezultacie 3:1 dla polskiej tenisistki.
W piątym gemie Iga Świątek wygrała jedynie drugi z pięciu punktów. Oddała serwis podwójnym błędem. Amerykańska tenisistka odrobiła więc znaczną część strat.
Po zmianie stron Sofia Kenin odniosła sukces w dwóch pierwszych punktach przy swoim podaniu. Po naprzemiennych zwycięstwach w czterech kolejnych utrzymała serwis do 30, a tym samym stan meczu wyrównał się do 3:3.
W gemie lacostowskim dziewięć pierwszych piłek było wygrywanych naprzemiennie – Iga Świątek skutecznie serwowała na stronę równowagi, a bez powodzenia na stronę przewagi (wliczając w to podwójny błąd przy stanie 30:15). Dzięki wygranej w dziesiątym punkcie tego gema wyszła na nieznaczne prowadzenie 4:3.
Ósmy gem pierwszego seta był najdłuższy w całym meczu, trwał ponad dziewięć minut. Sofia Kenin wygrała pierwsze dwa punkty przy swoim serwisie, ale dwa kolejne przegrała; na przestrzeni kolejnych czterech punktów wypracowała i utraciła dwie okazje na zwycięstwo w gemie. Potem popełniła podwójny błąd, dając Polce szansę na przełamanie, ale obroniła się przed nią po najdłuższej wymianie meczu (dziewiętnaście odbić). Bezpośrednio po tym oddaliła następną możliwość przełamania. Uzyskała jeszcze jedną szansę na utrzymanie podania, ale nie zdołała jej wykorzystać: młodsza przeciwniczka wygrała trzy kolejne punkty i cały gem (łącznie po pięciu równowagach), zbliżając się do zwycięstwa w secie.
W dziewiątym gemie Iga Świątek wygrała pierwszy punkt, przegrała dwa (w tym na 15:30 wskutek podwójnego błędu), ale dwa następne znów wygrała, tym samym uzyskując piłkę setową przy własnym podaniu. Był to jednak koniec jej sukcesów w tym gemie: amerykańska tenisistka wygrała trzy pozostałe punkty, osiągając bliski wyrównaniu bilans gemów 4:5.
Po zmianie stron Sofia Kenin wygrała punkt przy swoim serwisie, po czym jednak straciła cztery z rzędu. Tym samym została przełamana do piętnastu. Iga Świątek wygrała pierwszy set 6:4.
Set ten trwał 53 minuty.

### Drugi set
Iga Świątek rozpoczynała serwisem również drugi set. W gemie tym wygrała tylko pierwszą i czwartą z sześciu piłek, co pozwoliło jej starszej przeciwniczce wyjść na prowadzenie 1:0.
Sofia Kenin przegrała pierwszy punkt przy swoim serwisie, drugi wygrała, trzeci znów straciła, a czwarty oddała podwójnym błędem. W rezultacie polska tenisistka otrzymała dwie szanse na przełamanie powrotne, z których drugą wykorzystała.
W trzecim gemie Iga Świątek również przegrała pierwszą piłkę, ale cztery następne wygrała, a tym samym wyszła na prowadzenie 2:1 w secie.
Przy tym wyniku Sofia Kenin poprosiła o krótką przerwę w celu zmiany plastrów na lewej nodze. Polska tenisistka podtrzymywała gotowość do gry poprzez ćwiczenie serwisu.
Czwarty gem miał analogiczny przebieg: Sofia Kenin, tym razem przy swoim serwisie, zatrzymała przy sobie wyłącznie pierwszy z pięciu punktów.
Następnie Iga Świątek utrzymała podanie do zera, przy stanie 30:0 serwując asa. Tym samym osiągnęła znaczące już prowadzenie 4:1.
Po zmianie stron Sofia Kenin rozpoczęła podwójnym błędem, po czym przegrała także trzy kolejne piłki i została przełamana do zera. Był to najkrótszy gem w całym meczu, trwał zaledwie minutę i dwadzieścia sekund.
Iga Świątek wygrała pierwszy punkt w gemie lacostowskim – a przy tym już trzynasty z rzędu. W tym gemie przegrała wprawdzie dwie piłki po serwisach na stronę przewagi, ale przy stanie 40:30 wygrała ostatni punkt i cały mecz wynikiem 6:4, 6:1.
Set ten trwał 31 minut.

## Statystyki
| Kategoria                                | Świątek       | Kenin         |
| ---------------------------------------- | ------------- | ------------- |
| Celność pierwszego serwisu               | 28 z 53 = 53% | 37 z 54 = 69% |
| Asy                                      | 1             | 1             |
| Podwójne błędy                           | 3             | 3             |
| Uderzenia wygrywające                    | 25            | 10            |
| Niewymuszone błędy                       | 17            | 23            |
| Różnica powyższych                       | 8             | -13           |
| Odsetek wygranych po pierwszym serwisie  | 19 z 28 = 68% | 17 z 37 = 46% |
| Odsetek wygranych po drugim serwisie     | 13 z 25 = 52% | 4 z 17 = 24%  |
| Odsetek wygranych z returnu              | 33 z 54 = 61% | 21 z 53 = 40% |
| Skuteczność przy szansach na przełamanie | 6 z 9 = 67%   | 3 z 3 = 100%  |
| Skuteczność przy atakach do siatki       | 6 z 7 = 86%   | 2 z 7 = 29%   |
| Wygrane gemy serwisowe                   | 6 z 9 = 67%   | 2 z 8 = 25%   |
| Wygrane gemy returnowe                   | 6 z 8 = 75%   | 3 z 9 = 33%   |
| Wygrane gemy ogółem                      | 12 z 17 = 71% | 5 z 17 = 29%  |
| Wygrane punkty ogółem                    | 65            | 42            |

Statystyki przytoczone za oficjalną stroną turnieju.

## Reakcje po meczu
Iga Świątek wypowiedziała się podczas konferencji prasowej po zwycięstwie:
„Po pierwsze, nie jestem zbyt dobra w przemówieniach i za to przepraszam, ponieważ ostatnio wygrałam turniej chyba około trzech lat temu i naprawdę nie wiem, komu podziękować, ale chcę podziękować każdemu, kto umożliwił rozegranie tego turnieju, jako że w tych czasach to musiało być dosyć trudne dla federacji, dla organizacji, aby do niego doprowadzić. Jestem całkiem szczęśliwa, że wciąż możemy wykonywać naszą pracę, zabawiać i sprawiać przyjemność ludziom, więc bardzo wam dziękuję. To dla mnie niesamowite, ponieważ co roku oglądałam, jak Rafa podnosi trofeum, zatem to właśnie niesamowite, że teraz jestem w tym samym miejscu, ale chcę podziękować fanom i wszystkim, którzy teraz oglądają to w Polsce. Wiem, że tam w domu jest już teraz zupełne szaleństwo”.
Sofia Kenin również skomentowała przebieg meczu:
„Myślę, że to wspaniałe, to nadchodzące pokolenie. To dla nas, dla czołowych zawodniczek, oznacza trochę więcej rywalizacji. I oczywiście nie zawsze musimy to lubić. Naturalnie chcemy, jak sądzę, podtrzymać nasze pokolenie i nie pozwolić młodym przejąć sterów. Zawsze jednak dobrze jest widzieć, że one także potrafią grać doskonały tenis. Zawsze dobrze jest to wymieszać. To cudowne pokolenie. Musimy być gotowe i przyszykowane, ponieważ one będą grać przeciw nam jeszcze lepiej. Możliwe, że mówię – powiedzmy – także w ich imieniu. Wiecie, mam 21 lat. Jestem młoda. Wciąż jestem w tym pokoleniu. U mnie wszystko w porządku”.
Zwyciężczyni otrzymała rozliczne gratulacje, w tym od wielu spośród najwybitniejszych postaci w historii dyscypliny:
„Gratulacje dla młodej mistrzyni Roland Garros, Igi Świątek – beznamiętny pokaz umiejętności polskiej gwiazdy i pierwsze z wielu zwycięstw w najważniejszych turniejach. Najlepsze życzenia z oddali – Rod Laver”.

## Znaczenie meczu
Zwycięstwo Igi Świątek oznaczało nie tylko pierwszy polski tytuł wielkoszlemowy w grze pojedynczej, ale także pierwszy taki tytuł zdobyty przez osobę urodzoną w XXI wieku. Stała się najniżej umiejscowioną w rankingu mistrzynią French Open w historii, a także najmłodszą od roku 1992 (Monica Seles). Jako pierwsza zawodniczka od czasów Justine Henin (rok 2007) wygrała ten turniej bez straty seta, a co więcej – po drodze do tytułu mniej gemów od niej straciła tylko Steffi Graf (rok 1988). Było to więc zwycięstwo o niemal niespotykanych historycznie proporcjach dominacji. Sofia Kenin straciła natomiast szansę na rzadkie osiągnięcie, jakim byłoby wygranie dwóch turniejów wielkoszlemowych w ciągu jednego sezonu (wcześniej została mistrzynią Australian Open 2020).
Tak znamienny sukces skłonił wielu znawców tenisa do przypuszczenia, że polska zawodniczka ma realne szanse, aby wygrać o wiele więcej turniejów wielkoszlemowych, a nawet zdominować kobiece rozgrywki. Sama wypowiedziała się, że odtąd jej celem – choć bardzo trudnym do osiągnięcia – będzie uzyskanie stabilnego poziomu gry i przewidywalności rezultatów typowej dla najlepszych męskich zawodników. Komentatorzy również zauważyli analogie pomiędzy jej grą a stylem Rafaela Nadala, którego uważa za swojego idola. W tym samym French Open 2020 Nadal wygrał męskie rozgrywki po raz trzynasty (ponaddwukrotny rekord), również bez straty seta; był to pierwszy przypadek w historii profesjonalnego tenisa, gdy żadne ze zwycięzców turnieju wielkoszlemowego nie oddało seta.